# Abliefernachweis
Der Abliefernachweis (englisch Proof of Delivery oder kurz POD) ist ein Warenbegleitpapier, mit dem die ordnungsgemäße Ablieferung einer Warensendung nachgewiesen wird. Er wird von Transportunternehmen ausgestellt und bei Auslieferung der Ware vom Empfänger quittiert. Bei offenen Mängeln an der Ware müssen diese bei der Anlieferung vom Empfänger auf dem Abliefernachweis notiert werden, um eventuelle Schadensansprüche an das Transportunternehmen zu sichern. Er wird im Speditionsgewerbe und im Kurier-Express-Paket-Dienst verwendet. Bei vielen Transportdienstleistern kann der Abliefernachweis heutzutage vom Absender über das Internet abgerufen werden. Mittlerweile ist auch die elektronische Form mittels Quittieren auf einem Unterschriftenpad üblich. 